# Amtsgericht Rufach

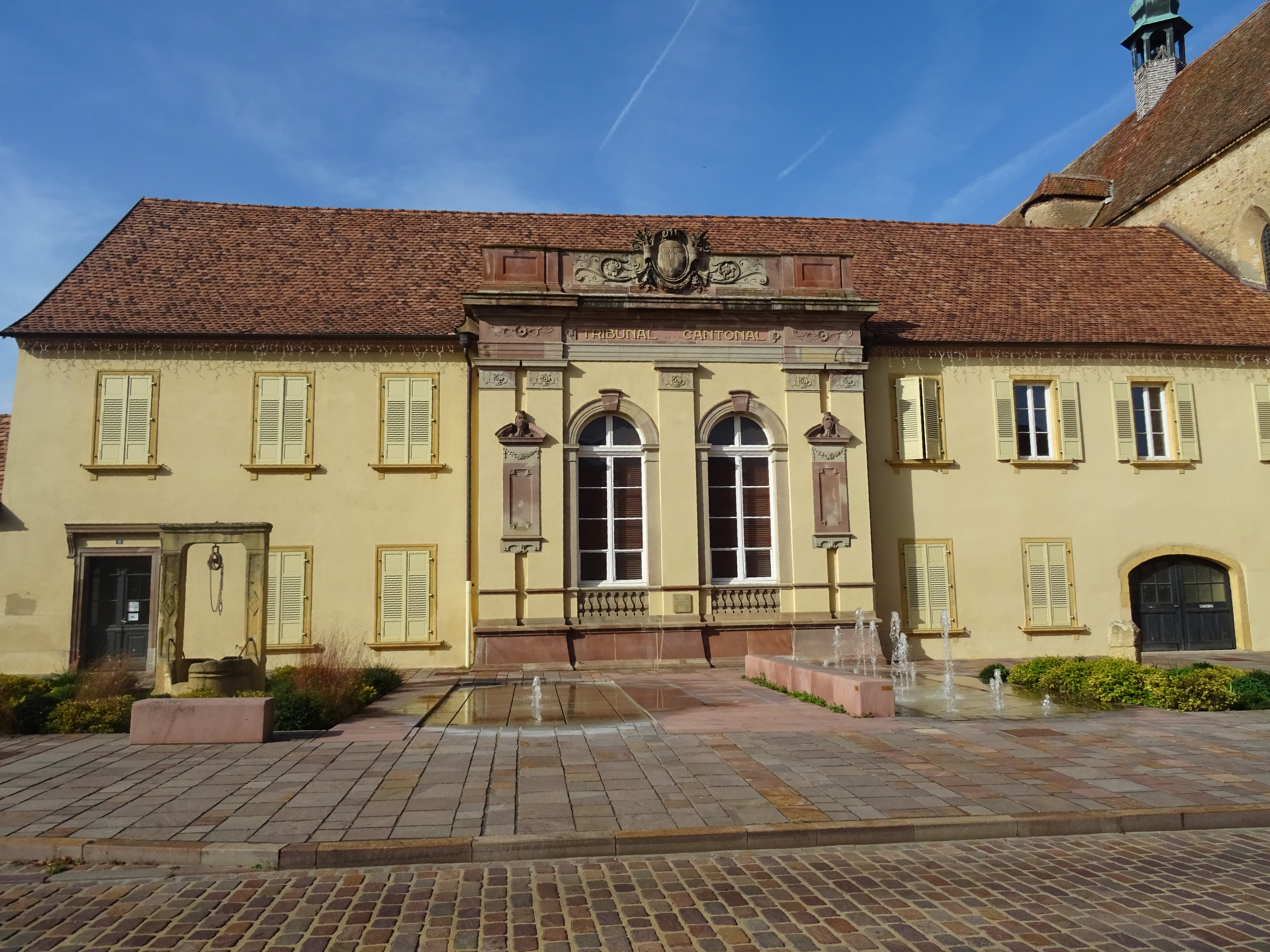
Gerichtsgebäude

Das Amtsgericht Rufach war ein deutsches Amtsgericht mit Sitz in Rufach in den Jahren 1879 bis 1918.

## Geschichte
Rufach war Sitz eines französischen Friedensgerichts. Nach der Abtretung Elsass-Lothringens im Frieden von Frankfurt an das Deutsche Reich 1871 wurde die Gerichtsstruktur mit dem Gesetz, betreffend Abänderung der Gerichtsverfassung vom 14. Juli 1871 und der Ausführungsbestimmung hierzu vom gleichen Tag neu geregelt. Dabei wurden die Friedensgerichte beibehalten.
Im Rahmen der Reichsjustizgesetze wurden 1879 die Friedensgerichte im Reichsland Elsass-Lothringen aufgehoben und Amtsgerichte gebildet. Das Amtsgericht Rufach war dem Landgericht Colmar nachgeordnet.
Am Gericht bestand 1880 eine Richterstelle. Das Amtsgericht war ein kleines Amtsgericht im Landgerichtsbezirk.
Der Gerichtsbezirk umfasste 1895 den Kanton Rufach mit 113 Quadratkilometern und 11.967 Einwohnern und acht Gemeinden.
Nach der Abtretung Elsass-Lothringens an Frankreich nach dem Ersten Weltkrieg wurde das Amtsgericht Rufach als „Tribunal cantonal Rouffach“ weitergeführt. Im Zweiten Weltkrieg wurde 1940 von der deutschen Besatzungsmacht die vorgefundene Gerichtsstruktur unter Verwendung deutscher Ortsnamen und Behördenbezeichnungen, hier also wieder als Amtsgericht Rufach, fortgeführt.

## Gerichtsgebäude
Als Gerichtsgebäude wurde das Konventsgebäude des Klosters Rouffach genutzt. Das Kloster Rouffach steht als Monument historique unter Denkmalschutz.